# Loxocorone allax
Loxocorone allax är en bägardjursart som beskrevs av Iseto 2002. Loxocorone allax ingår i släktet Loxocorone och familjen Loxosomatidae. Inga underarter finns listade i Catalogue of Life.